# Johannebergs distrikt
Johannebergs distrikt (dansk: Johanneberg Distrikt) er et folkebogføringsdistrikt i Göteborgs kommun og Västra Götalands län.
Distriktet ligger i det centrale Göteborg.

## Tidligere administrative forhold
Distriktet blev oprettet i 2016, og det udgør en del af det område, som før 1971 udgjorde Göteborgs stad.
Distriktet består af det område, der hørte til Johanneberg Menighed (Johannebergs församling) ved årsskiftet 1999/2000.
Sognet blev udskilt af Göteborg Vasa Menighed (Göteborgs Vasa församling) i 1929.
57°41′28″N 11°58′49″Ø / 57.69111°N 11.98031°Ø